# Мурашкина, Татьяна Ивановна
Татьяна Ивановна Мурашкина (род. 23 марта 1957, Сурск, Пензенская область) — российский ученый в области приборостроения; Доктор технических наук, профессор. Почётный работник высшего профессионального образования Российской Федерации (2015).
Основатель и руководитель научно-педагогической школы ПГУ «Волоконно-оптическое приборостроение» (с 1998 года).

## Биография
Родилась 23 марта 1957 года в г. Сурске Пензенской области.
В 1979 г. отличием окончила ППИ по специальности «Приборы точной механики».
С 1979 по 1998 год работала в НИИ физических измерений г. Пензы инженером, старшим инженером, инженером-конструктором 1-oй категории, ведущим инженером-конструктором, старшим научным сотрудником.
С 1998 по настоящее время работает на кафедре «Приборостроение» Пензенского государственного университета.
С 2006 по 2011 гг. работала начальником Управления системой качества ПГУ.

## Научная деятельность
В 2001 году защитила диссертацию на соискание ученой степени доктора технических наук на тему «Амплитудные волоконно-оптические датчики для информационно-измерительных систем».
В 2002 г. присвоено звание профессора.
Подготовила 14 кандидатов технических наук.
Научный руководитель Грантов Президента, Минобрнауки, РФФИ:
2003 г.: «Оптимизация конструктивных исполнений оптоэлектронных датчиков линейных перемещений на основе формирования рационального распределения светового потока»;
2004 г.: «Оптимизация параметров миниатюрных полупроводниковых чувствительных элементов датчиков давления на основе структуры „кремний-на-диэлектрике“»;
2006—2008 гг.: АВЦП «Развитие научного потенциала высшей школы», тема «Распределение светового потока в пространстве волоконно-оптических преобразователей физических величин с открытым оптическим каналом» № РНП.2.1.2.2827;
2010—2011 г.г.: АВЦП «Развитие научного потенциала высшей школы», тема «Разработка теории функционирования волоконно-оптических лазерных систем на основе идентификации динамических систем с распределенными параметрами», Рег.№ 2.1.2/937;
2011 г. : ФЦП «Научные и научно-педагогические кадры инновационной России», тема «Организационно-техническое обеспечение проведения всероссийской научной школы „Методики, техника и аппаратура внутренних и внешних испытаний“» Гос.контракт № 14.741.11.0200 от 24.06.2011;
2013 г. : проект № 13-08-06847 мол_г организация проведения Всероссийской научной молодёжной школы «Волоконно-оптические, лазерные и нанотехнологии в наукоемком приборостроении», посвященной 350-летию города Пенза, «СВЕТ-2013»;
2014 г. : Ведущая научная школа «Волоконно-оптическое приборостроение» НШ-681.2014.10;
2015—2017 гг. : НИР «Исследование физических процессов, происходящих в оптико-механической системе волоконно-оптических датчиках расхода и аэродинамических углов № 15-08- 02675»;
2018 г.: проект № 18-18-00015 "Издание научного труда «Волоконно-оптические приборы и системы: научные разработки НТЦ „Нанотехнологии волоконно-оптических систем“ Пензенского государственного университета»;
2018 г.: проект № 18-08-20150 г организации Международной научно-технической конференции с элементами научной молодёжной школы «Волоконно-оптические, лазерные и нано-технологии в наукоемком приборостроении», посвященной 20-летию ведущей научной школы России «Волоконно-оптическое приборостроение „СВЕТ-2018“»;
2018—2019 г.г. НИОКТР № 8.11785.2018/11.12 «Разработка новых технологий производства радиационно-стойких волоконно-оптических датчиков с открытым оптическим каналом для информационно-измерительных систем ракетно-космической авиационной и техники на основе новых принципов преобразования оптических сигналов в микро-оптико-механической системе измерительных преобразователей».
Куратор научного проекта «Разработка и изготовление волоконно-оптических датчиков для наукоемких отраслей».
Области научных интересов: разработка, исследование и внедрение волоконно-оптических и оптоэлектронных датчиков физических величин и систем на их основе для ракетно-космической и авиационной техники; управление системой качества государственного университета.

## Избранные публикации
Автор более 500 научных и учебно-методических работ, в том числе 14 монографий, 20 учебных пособий; более 50 статей, рецензируемых в международных базах цитирования Scopus, WoS; имеет 53 патента на изобретение.
Некоторые труды:
- Мурашкина Т. И., Бадеева Е. А. Волоконно-оптические приборы и системы: Научные разработки НТЦ «Нанотехнологии волоконно-оптических систем» Пензенского государственного университета. СПб.: Политехника, 2018. 187 с.
- Бадеева Е. А., Коломиец Л. Н., Кривулин Н. П., Мурашкина Т. И., Пивкин А. Г. Разработка теории распределения светового потока в оптической системе волоконно-оптических преобразователей физических величин отражательного типа: Монография. Пенза: ИИЦ ПГУ, 2008. 85 с.
- Мурашкина Т. И. Техника физического эксперимента и метрология. Учеб. пособие. Рекомендовано ФИРО в качестве учебного пособия для студентов направления Лазерная техника и лазерные технологии и Приборостроение — СПб.: Политехника, 2015—138 с.
- Мурашкина Т. И., Мещеряков В. А., Бадеева Е. А., Шалобаев Е. В. Метрология. Теория измерений. Учебник и практикум для академического бакалавриата (рекомендовано УМО ВО) / под общ ред. Т. И. Мурашкиной — 2-е изд., испр. и доп. — М.: Издательство Юрайт, 2016—155 с. — Серия : Бакалавр. Академический курс ISBN 978-5-9916-9243-4;
- Мурашкина Т. И., Мотин А. В., Чукарева М. М., Торгашин С. И. Технология изготовления чувствительного элемента дифференциального волоконно-оптического датчика ускорения // Измерение. Мониторинг. Управление. Контроль. 2018 № 1. С.38-44;
- Бадеева Е. А., Бадеев А. В., Хасаншина Н. А., Мурашкина Т. И., Серебряков Д. И. Волоконно-оптический уровнемер-сигнализатор давления жидкостных сред // Модели, системы и сети в экономике, технике, природе и обществе. — 2018. — № 4. (28). — 113—121;
- Мурашкина Т.И, Крупкина Т. Ю. Функция преобразования волоконно-оптических преобразователей перемещения с отражательным аттенюатором // Датчики и системы. — 2007 — № 7. — с.12-14.

## Награды
- Почётный работник высшего профессионального образования Российской Федерации (2015);
- Нагрудный знак «Изобретатель СССР» (1997);
- Почетные грамоты Губернатора Пензенской области (2003), (2007), (2008);
- Почетная грамота Министерства образования и науки РФ (2005);
- Почетный знак III степени Российской академии космонавтики им. К. Э. Циолковского (2018) — за большие заслуги в области космонавтики[7];
- Серебряная медаль и Диплом ФИПС на IX Московском международном салоне инноваций и инвестиций за проект «Волоконно-оптические датчики для информационно-измерительных систем ракетно-космической и авиационной техники», г. Москва, ВВЦ (2009);
- Диплом и медаль «Российский Лидер в области качества» Всероссийской организации качества (2009);
- Серебряная медаль XV-ого Международного Салона изобретений и инновационных технологий «АРХИМЕД-2012» — за разработку «Волоконно-оптические датчики физических величин» (Москва, 2012);
- Медаль А. Нобеля и сертификат № 00377 РАЕ (2012).